# جام خیریه انگلستان ۱۹۶۳
 جام خیریه انگلستان ۱۹۶۳ ، ۴۱امین رقابت سالانه مابین قهرمانان لیگ دسته اول فوتبال انگلستان و جام حذفی فوتبال انگلستان است. 
این مسابقه در تاریخ ۱۷ آگوست ۱۹۶۳ مابین تیم‌های اورتون و منچستر یونایتد در ورزشگاه گودیسون پارک لیورپول برگزار شده‌است. 
تیم اورتون در این مسابقه توانست با نتیجه چهار بر صفر به پیروزی برسد.

## جزئیات مسابقه
| اورتون                         | ۴ – ۰ | منچستر یونایتد |
| ------------------------------ | ----- | -------------- |
| گابریل · استونس · ورنون · تمپل |       |                |